# Der Watzmann ruft
Der Watzmann ruft ist ein 1974 entstandenes Konzeptalbum (die Autoren nennen es „Rustical“, abgeleitet von Musical und rustikal) von Wolfgang Ambros, Manfred Tauchen und Joesi Prokopetz, das später zu einem Musical ausgearbeitet wurde.
Dieses Alpendrama ist die erste gemeinsame Arbeit der Jugendfreunde. Es beschreibt das ewige Gerufen-Sein vom bösen Berg Watzmann, von den Männern, die aus Imponiersucht „auffi“ wollen und oft ihr Leben lassen müssen, sowie von der Gailtalerin, die ihre Macht über die Männer missbraucht und diese damit ins Verderben stürzt.

## Geschichte
Das Stück wurde 1972 von Manfred Tauchen als Bergbauerndrama-Parodie geschrieben und von Wolfgang Ambros zu Liedtexten von Joesi Prokopetz vertont. Es lief als erstes Live-Hörspiel im ORF. Erste Bühnenaufführung bei den Wiener Festwochen 1972. 1974 entstand die Schallplattenversion. Mit bis heute über 250.000 verkauften Exemplaren ist dieses deutschsprachige Konzeptalbum eine der erfolgreichsten Aufnahmen der österreichischen Musikszene.
Eine erste große Deutschlandtournee fand 1982 statt. 1991 folgte die bisher größte Tournee in Österreich und Deutschland mit einigen neuen Liedern zu Texten von Manfred Tauchen. Christoph Fälbl spielte den Bub. Während dieser Tournee wurde die Aufführung im Münchner Circus Krone aufgenommen. Der fast zwei Stunden lange Film trägt den Titel Watzmann live.
Die Original-Bühnenversion, mit auf die Darsteller verteilten Gesangsstellen, wurde erst 2000 im Münchner Lustspielhaus aufgeführt – diesmal mit Severin Groebner als Bub – und entwickelte sich zu dem Münchner Kultstück. 2007 folgte die bisher erfolgreichste Version mit Nepo Fitz als Bub und Hannes Ringlstetter als alter Knecht mit großartigem Presseecho. Tauchen selbst spielt nach wie vor den Bauern, den Knecht, (natürlich) die Gailtalerin und führt wie immer Regie. Die musikalische Leitung hatte Titus Vollmer.
2004 wurde das Stück auf der Seebühne am Chiemsee sowie in einer Deutschland- und Österreichtournee in einer veränderten Form aufgeführt. Auch 2005 gab es weitere Aufführungen, von denen eine mit Klaus Eberhartinger als Gailtalerin für das Fernsehen aufgezeichnet wurde.
2008 wurde das Stück auf der Luisenburg inszeniert. Die Gailtalerin spielte Stephan Lehmann.
2009/2010 wurde das Stück auf der Burg Ehrenberg in Reutte aufgeführt, mit „Bluatschink“ Toni Knittel als Bauer und Sabine „Zabine“ Kapfinger als Gailtalerin.
2011 wurde das Stück auf der Schlossgraben-Bühne des Musikfestival Steyr u. a. mit Austropop-Musiker Wilfried Scheutz, Peter Faerber (Bauer, 1. Knecht), Alfred Pfeifer (Gailtalerin) und den Musikern der shortpeople aufgeführt. Für die Regie zeichneten Burgschauspieler und Regisseur Frank Hoffmann und für die Musikarrangements Christian Kolonovits verantwortlich.
Im Juli 2011 wurden zwei Vorstellungen auf der Burg Clam gegeben, mit dabei Joesi Prokopetz als Bauer, Christoph Fälbl als Bub und Klaus Eberhartinger als Gailtalerin, Gesang Wolfgang Ambros. Im August 2011 kam die Originalbühnenversion von und mit M.O. Tauchen, nach elfjähriger Laufzeit in München, das erste Mal nach Wien. Die Aufführungen fanden im neuen Wiener Stadtsaal statt.
Die Musical-Dernière fand schließlich in Wien am 12. November 2022 in der Stadthalle und in Graz am 13. November 2022 in der Stadthalle statt, 50 Jahr nach der Erstaufführung, nachdem aufgrund von Corona der Termin mehrfach verschoben wurde. Die Besetzung war Wolfgang Ambros Gesang und Erzähler, Joesi Prokopetz als Bauer, Christoph Fälbl als Bub und Klaus Eberhartinger als Gailtalerin. Zum Austropop-Megahit „Schifoan“ verabschiedete sich ein sichtlich geschwächter Wolfgang Ambros vor der nahezu ausverkauften und frenetisch applaudierenden Menge.

## Handlung
Die von einer sonoren Erzählerstimme geschilderte nicht ganz ernst gemeinte Handlung beschreibt das Schicksal eines Bergbauern, seines Sohnes, seiner Knechte und Mägde. Auf den Menschen lastet eine „unheimliche, nicht greifbare Furcht“ vor dem Berg. Der Berg lockt sie, ihn zu besteigen, „es ist wie wenn er sie manchmal rufen möcht“. Doch wer den Verlockungen erliegt, läuft Gefahr, sein Leben zu verlieren, denn „der Berg, der kennt koa Einsehn nit“.
Auch der Sohn des Bauern, der „Bua“, vernimmt den Ruf. Zusätzlich trifft er die Gailtalerin, die ihm sexuelle Versprechungen macht für den Fall, dass er den Berg für sie bezwingen werde. Und so kommt es, dass der Sohn „auffi“ geht und dabei abstürzt.
Das Album endet damit, dass der Vater einen Monat nach dem Unfall die Stimme seines toten Kindes hört, die ihn dazu bringt, ebenfalls den Watzmann zu besteigen.
Im Film wird hier noch zusätzliche Handlung angehängt: Der Vater kehrt lebend vom Berg zurück und heiratet die Gailtalerin. Zusammen verwandeln sie den Bauernhof mit Krediten in ein riesiges Skizentrum. Der Bauer ist jetzt zwar frei vom Watzmann, doch dafür in den Fängen der Bank.
In der Original-Bühnenversion überlebt als einziger der tumbe Knecht, weil er einfach zu faul ist, dem Ruf des Berges zu folgen.
Die Darsteller und ihre Rollen
- Manfred Tauchen: Vater, Gailtalerin, 1. Knecht, Chor der Weiber
- Joesi Prokopetz: Bua, 2. Knecht, Chor der Weiber
- Wolfgang Ambros: Großknecht, Geisterstimme
- Meinrad Nell: Erzähler

Die Musiker
- Wolfgang Ambros: Gesang
- Christian Kolonovits: Piano, E-Piano, Orgel, Synthesizer, Arrangements
- Fritz Matzka: Schlagzeug
- Günter Großlercher: Akustik-Gitarre
- Josef Kuluntschitsch: E-Gitarre
- Heinz Jäger: Bass
- Die Schmetterlinge: Chorgesang

### Titelliste
| Nr. | Titel                                 | m:ss | Musik/Text           |
| A.1 | Volkschor: Hollaröhdulliöh            | 7:35 | W.Ambros/J.Prokopetz |
| A.1 | Ouverture                             | 7:35 | Chr.Kolonovits       |
| A.1 | Prolog                                | 7:35 | M.O.Tauchen          |
| A.2 | Lied: Hollaröhdulliöh, 1. Teil        | 3:30 | W.Ambros/J.Prokopetz |
| A.2 | Gespräch der Knechte, 1. Teil         | 3:30 | M.O.Tauchen          |
| A.3 | Lied: Hollaröhdulliöh, 2. Teil        | 4:03 | W.Ambros/J.Prokopetz |
| A.3 | Szene: „Das Rufen“                    | 4:03 | M.O.Tauchen          |
| A.4 | Lied: Der Berg                        | 4:26 | W.Ambros/J.Prokopetz |
| B.1 | Szene: „Die Jagd“                     | 1:45 | M.O.Tauchen          |
| B.2 | Lied: Oh St. Hubertus                 | 4:30 | W.Ambros/J.Prokopetz |
| B.2 | Gespräch der Knechte, 2. Teil         | 4:30 | M.O.Tauchen          |
| B.3 | Lied: Die Gailtalerin, 1. Teil        | 3:57 | W.Ambros/J.Prokopetz |
| B.3 | Szene: „Die Gailtalerin“              | 3:57 | M.O.Tauchen          |
| B.4 | Lied: Die Gailtalerin, 2. Teil        | 3:12 | W.Ambros/J.Prokopetz |
| B.4 | Szene: „Der Kampf“                    | 3:12 | M.O.Tauchen          |
| B.5 | Lied: Aufi, Aufi!                     | 4:48 | W.Ambros/J.Prokopetz |
| B.5 | Szene: „Der Berg holt sich den Buben“ | 4:48 | M.O.Tauchen          |
| B.6 | Lied: Er fällt                        | 3:09 | W.Ambros/J.Prokopetz |
| B.6 | Szene: „Das Maß ist noch nicht voll“  | 3:09 | M.O.Tauchen          |

## Das Musical
Die Darsteller und ihre Rollen
- Manfred O. Tauchen: Vater, Gailtalerin, 1. Knecht
- Klaus Eberhartinger spielte zeitweilig die Rolle der Gailtalerin
- Christoph Fälbl: Bua, 2. Knecht
- Gabi Rothmüller: Magd
- Roswitha Rodrigues: Magd
- Karin Ebner-Kofler: Magd
- Karl-Maria Drexler: Knecht
- Edgar Fell: Knecht
- Kevin Pinnock: Knecht

Die Musiker
- Band: Die No. 1 vom Wienerwald
  - Wolfgang Ambros: Gitarre und Gesang
  - Peter Koller: Gitarre
  - Helmut Pichler: Bass und Gesang
  - Günter Dzikowski: Keyboards und Gesang
  - Harry Stampfer: Schlagzeug
- Gäste: Die Original Alpinkatzen
  - Hubert von Goisern
  - Wolfgang Staribacher

Titelliste
- Ouverture (Kolonovits)
- Hollarödulliöh (Ambros/Prokopetz)
- Gespräch der Knechte (Tauchen)
- Hollarödulliöh (Ambros/Prokopetz)
- Das Rufen (Tauchen)
- Der Berg (Ambros/Prokopetz)
- Die Jagd (Tauchen)
- Oh St. Hubertus (Ambros/Prokopetz)
- Gespräch der Knechte (Tauchen)
- Lied der Knechte (Koller, Dzikowski/Tauchen)
- Die Gailtalerin (Ambros/Prokopetz)
- Einzug der Dorfbewohner (Sullivan, Staribacher/Tauchen)
- Hiatamadl (Sullivan, Staribacher)
- Das Dorffest (Sullivan, Staribacher/Tauchen)
- Sie ist wieder da (Koller, Dzikowski/Tauchen)
- Beschwörung (Sullivan, Staribacher)
- Nackt und bloß (Koller, Dzikowski/Tauchen, Prokopetz)
- G'nagelte Schuach (Perkins, deutsch: Prokopetz)
- Aufi oder net aufi (Tauchen)
- Die Verführung (Tauchen)
- Abwärts und bergauf (Ambros/Prokopetz)
- Gespräch der Knechte (Tauchen)
- Das Knechtleben (Koller, Dzikowski/Tauchen)
- Der Kampf (Tauchen)
- Aufi, aufi (Ambros/Prokopetz)
- Der Berg holt sich den Buben (Tauchen)
- Er fallt (Ambros/Prokopetz)
- Das Maß ist noch nicht voll (Tauchen)
- Finale (Koller, Dzikowski/Ambros)
- Die Belohnung (Tauchen)
- Hollaröhdulliöh (Ambros/Prokopetz)
- Schifoan (Ambros)
- Der Fluch der Bank (Tauchen)

## Ableger
Die Gailtalerin – Ein Almauftrieb mit Gästen war eine neun Folgen umfassende Comedy-Talkshow auf RTL plus aus dem Jahr 1992. Die Person, die „Gailtalerin“ verkörperte, war wieder Manfred Tauchen. Die Sendung adaptierte Elemente und Rollen von Der Watzmann ruft sowie von Dame Edna Everage, die in Australien und dem Großbritannien zu dieser Zeit sehr erfolgreich war.

## Verweise
- Der Watzmann ruft bei IMDb
- Watzmann Live bei IMDb